# Campeonato de Portugal de 2018–19

O Campeonato de Portugal de 2018–19 foi a 6.ª edição do Campeonato de Portugal, o primeiro nível não-profissional do futebol português.
Esta edição contou com uma alteração no seu formato, sendo o primeiro ano que teve 72 equipas, divididas por 4 séries.

## Formato
Nesta edição do Campeonato de Portugal, 72 equipas foram divididas em 4 séries (de 18 equipas) por localização geográfica. Dentro dessas séries jogam contra todas as equipas as duas voltas. As 5 equipas piores classificadas de cada série são despromovidas aos Campeonatos Distritais, enquanto as equipas primeiras classificadas das séries, juntamente com os segundos classificados se qualificam para uma fase de apuramento de campeão. Nesta fase de apuramento de campeão, as 8 equipas participam numa eliminatória a duas mãos, participando os vencedores numa outra eliminatória a duas mãos. Os 2 vencedores desta última eliminatória são promovidos à Segunda Liga e disputam uma final (de apenas uma mão) em campo neutro para decidir o campeão desta edição do Campeonato de Portugal.

## Participantes
Equipas despromovidas da Segunda Liga 2017/18:
- União da Madeira
- Sporting B(Nota)
- Gil Vicente
- Real

Equipas que asseguraram a manutenção no Campeonato de Portugal 2017/18:
- Vizela
- Vilaverdense
- Fafe
- Mirandela
- Merelinense
- São Martinho
- AD Oliveirense
- Pedras Salgadas
- Montalegre
- Torcatense
- Felgueiras
- Sp. Espinho
- Gondomar
- Cesarense
- Cinfães
- Amarante
- Sanjoanense
- Pedras Rubras
- Trofense
- Coimbrões
- União de Leiria
- Lusitano Vildemoinhos
- Benfica Castelo Branco
- Sertanense
- Águeda
- Gafanha
- Anadia
- Marítimo B
- Nogueirense
- Oleiros
- Vilafranquense
- Praiense
- Torreense
- Sacavenense
- Fátima
- Loures
- Caldas
- 1.º Dezembro
- Sintrense
- Oriental
- Olhanense
- Casa Pia
- Pinhalnovense
- Louletano
- Armacenenses
- Moura
- Olímpico Montijo
- Sp. Ideal

Equipas promovidas dos campeonatos distritais:
AF Algarve
- FC Ferreiras

AF Aveiro
- Lusitânia Lourosa

AF Beja
- Vasco da Gama Vidigueira

AF Braga
- Maria da Fonte
- Caçadores das Taipas (Nota)

AF Bragança
- Mirandês

AF Castelo Branco
- Alcains

AF Coimbra
- Oliveira do Hospital

AF Évora
- Redondense

AF Guarda
- Sp. Mêda

AF Leiria
- Peniche

AF Lisboa
- Alverca
- Santa Iria (Nota)

AF Madeira
- Pontassolense (Nota)

AF Portalegre
- Mosteirense (Nota)

AF Porto
- Paredes
- Leça (Nota)

AF Santarém
- Mação

AF Setúbal
- Amora

AF Viana do Castelo
- Limianos

AF Vila Real
- GD Chaves B

AF Viseu
- Sp. Lamego (Nota)
- Penalva do Castelo (Nota)

Liga Meo Açores
- Angrense

Notas
1. Os clubes Pontassolense e Mosteirense apesar de terem sido campeões das Competições Distritais da A.F. Madeira e A.F. Portalegre, respetivamente, recusaram a promoção ao Campeonato de Portugal, devido a dificuldades financeiras. Neste sentido, foram convidadas as equipas classificadas entre o segundo e o quarto lugar dos Campeonatos Distritais da A.F. Madeira e A.F. Portalegre, que também recusaram a promoção. Neste caso, foram convidados os segundos classificados das Competições Distritais das Associações com maior número de clubes nas competições nacionais: da A.F. Porto, foi promovido o Leça e da A.F. Braga o Caçadores das Taipas.
2. O Sp. Lamego, campeão do Campeonato Distrital da A.F. Viseu também recusou a promoção, tendo sido substituído pelo segundo classificado, o Penalva do Castelo.
3. O Sporting B desistiu da sua equipa, tendo sido substituído pelo Santa Iria, segundo classificado do Campeonato Distrital da A.F. Lisboa.

## 1ª Fase

### Serie A
| Pos | Equipe                       | Pts | J  | V  | E  | D  | GP | GC | SG  | Classificação ou descenso                  |
| --- | ---------------------------- | --- | -- | -- | -- | -- | -- | -- | --- | ------------------------------------------ |
| 1   | FC Vizela                    | 75  | 32 | 23 | 6  | 3  | 73 | 13 | +60 | Qualificação para os play-offs de promoção |
| 2   | AD Fafe                      | 70  | 32 | 21 | 7  | 4  | 59 | 24 | +35 | Qualificação para os play-offs de promoção |
| 3   | AR São Martinho              | 69  | 32 | 20 | 9  | 3  | 51 | 20 | +31 |                                            |
| 4   | CD Trofense                  | 67  | 32 | 20 | 7  | 5  | 60 | 24 | +36 |                                            |
| 5   | FC Felgueiras                | 64  | 32 | 20 | 4  | 8  | 55 | 33 | +22 |                                            |
| 6   | SC Mirandela                 | 49  | 32 | 14 | 7  | 11 | 49 | 41 | +8  |                                            |
| 7   | GD Chaves B                  | 47  | 32 | 13 | 8  | 11 | 55 | 41 | +14 |                                            |
| 8   | Merelinense FC               | 42  | 32 | 10 | 12 | 10 | 38 | 38 | 0   |                                            |
| 9   | CDC Montalegre               | 40  | 32 | 10 | 10 | 12 | 37 | 50 | −13 |                                            |
| 10  | Juventude de Pedras Salgadas | 39  | 32 | 11 | 6  | 15 | 43 | 52 | −9  |                                            |
| 11  | SC Maria da Fonte            | 37  | 32 | 9  | 10 | 13 | 41 | 50 | −9  |                                            |
| 12  | AD Oliveirense               | 37  | 32 | 10 | 7  | 15 | 40 | 55 | −15 |                                            |
| 13  | AD Limianos                  | 37  | 32 | 10 | 7  | 15 | 31 | 45 | −14 | Descida para os Campeonatos Distritais     |
| 14  | GD União Torcatense          | 29  | 32 | 8  | 5  | 19 | 29 | 60 | −31 | Descida para os Campeonatos Distritais     |
| 15  | GD Mirandês                  | 21  | 32 | 5  | 6  | 21 | 26 | 53 | −27 | Descida para os Campeonatos Distritais     |
| 16  | Caçadores das Taipas         | 18  | 32 | 4  | 6  | 22 | 27 | 64 | −37 | Descida para os Campeonatos Distritais     |
| 17  | Vilaverdense FC              | 15  | 32 | 4  | 3  | 25 | 28 | 79 | −51 | Descida para os Campeonatos Distritais     |
|     |                              |     |    |    |    |    |    |    |     |                                            |
| –   | Gil Vicente FC               | 0   | 0  | 0  | 0  | 0  | 0  | 0  | 0   | Promoção para a Primeira Liga              |

1. ↑  Gil Vicente vai ser promovido para a Primeira Liga na próxima época, por isso os resultados não são contabilizados.

### Serie B
| Pos | Equipe                      | Pts | J  | V  | E  | D  | GP | GC | SG  | Classificação ou descenso                  |
| --- | --------------------------- | --- | -- | -- | -- | -- | -- | -- | --- | ------------------------------------------ |
| 1   | Sporting Clube de Espinho   | 69  | 34 | 20 | 9  | 5  | 52 | 20 | +32 | Qualificação para os play-offs de promoção |
| 2   | Lusitânia de Lourosa FC     | 69  | 34 | 19 | 12 | 3  | 52 | 27 | +25 | Qualificação para os play-offs de promoção |
| 3   | Gondomar SC                 | 64  | 34 | 18 | 10 | 6  | 50 | 22 | +28 |                                            |
| 4   | RD Águeda                   | 60  | 34 | 16 | 12 | 6  | 43 | 26 | +17 |                                            |
| 5   | Lusitano FC Vildemoinhos    | 59  | 34 | 17 | 8  | 9  | 59 | 28 | +31 |                                            |
| 6   | AD Sanjoanense              | 55  | 34 | 15 | 10 | 9  | 44 | 34 | +10 |                                            |
| 7   | Amarante FC                 | 54  | 34 | 15 | 9  | 10 | 45 | 28 | +17 |                                            |
| 8   | Sporting Clube de Coimbrões | 49  | 34 | 13 | 10 | 11 | 43 | 39 | +4  |                                            |
| 9   | CS Marítimo B               | 49  | 34 | 12 | 13 | 9  | 53 | 40 | +13 |                                            |
| 10  | USC Paredes                 | 46  | 34 | 13 | 7  | 14 | 42 | 33 | +9  |                                            |
| 11  | CF União da Madeira         | 44  | 34 | 12 | 8  | 14 | 28 | 35 | −7  |                                            |
| 12  | Leça FC                     | 43  | 34 | 12 | 7  | 15 | 34 | 41 | −7  |                                            |
| 13  | FC Pedras Rubras            | 42  | 34 | 9  | 15 | 10 | 36 | 43 | −7  |                                            |
| 14  | CD Cinfães                  | 41  | 34 | 11 | 8  | 15 | 33 | 40 | −7  | Descida para os Campeonatos Distritais     |
| 15  | GD Gafanha                  | 37  | 34 | 11 | 4  | 19 | 46 | 69 | −23 | Descida para os Campeonatos Distritais     |
| 16  | SC Penalva do Castelo       | 28  | 34 | 7  | 7  | 20 | 27 | 66 | −39 | Descida para os Campeonatos Distritais     |
| 17  | FC Cesarense                | 25  | 34 | 4  | 13 | 17 | 37 | 55 | −18 | Descida para os Campeonatos Distritais     |
| 18  | Sporting Clube de Mêda      | 2   | 34 | 0  | 2  | 32 | 21 | 99 | −78 | Descida para os Campeonatos Distritais     |

### Serie C
| Pos | Equipe                          | Pts | J  | V  | E  | D  | GP | GC | SG  | Classificação ou descenso                  |
| --- | ------------------------------- | --- | -- | -- | -- | -- | -- | -- | --- | ------------------------------------------ |
| 1   | União Desportiva de Leiria      | 75  | 34 | 24 | 3  | 7  | 59 | 24 | +35 | Qualificação para os play-offs de promoção |
| 2   | União Desportiva Vilafranquense | 72  | 34 | 21 | 9  | 4  | 56 | 22 | +34 | Qualificação para os play-offs de promoção |
| 3   | Anadia FC                       | 71  | 34 | 20 | 11 | 3  | 52 | 23 | +29 |                                            |
| 4   | SC Castelo Branco               | 62  | 34 | 17 | 11 | 6  | 45 | 23 | +22 |                                            |
| 5   | SU Sintrense                    | 54  | 34 | 15 | 9  | 10 | 49 | 41 | +8  |                                            |
| 6   | FC Oliveira do Hospital         | 52  | 34 | 13 | 13 | 8  | 42 | 27 | +15 |                                            |
| 7   | FC Alverca                      | 51  | 34 | 14 | 9  | 11 | 39 | 33 | +6  |                                            |
| 8   | Caldas SC                       | 46  | 34 | 12 | 10 | 12 | 37 | 38 | −1  |                                            |
| 9   | ARC Oleiros                     | 45  | 34 | 11 | 12 | 11 | 38 | 44 | −6  |                                            |
| 10  | SC União Torreense              | 44  | 34 | 11 | 11 | 12 | 36 | 36 | 0   |                                            |
| 11  | CD Fátima                       | 43  | 34 | 12 | 7  | 15 | 38 | 46 | −8  |                                            |
| 12  | GS Loures                       | 41  | 34 | 11 | 8  | 15 | 33 | 31 | +2  |                                            |
| 13  | Sertanense FC                   | 41  | 34 | 8  | 17 | 9  | 32 | 36 | −4  |                                            |
| 14  | AD Nogueirense                  | 41  | 34 | 11 | 8  | 15 | 32 | 39 | −7  | Descida para os Campeonatos Distritais     |
| 15  | CF Santa Iria                   | 35  | 34 | 9  | 8  | 17 | 35 | 55 | −20 | Descida para os Campeonatos Distritais     |
| 16  | CD Alcains                      | 23  | 34 | 5  | 8  | 21 | 21 | 48 | −27 | Descida para os Campeonatos Distritais     |
| 17  | GD Peniche                      | 23  | 34 | 5  | 8  | 21 | 22 | 51 | −29 | Descida para os Campeonatos Distritais     |
| 18  | AD Mação                        | 15  | 34 | 3  | 6  | 25 | 20 | 69 | −49 | Descida para os Campeonatos Distritais     |

### Serie D
| Pos | Equipe                      | Pts | J  | V  | E  | D  | GP | GC  | SG  | Classificação ou descenso                  |
| --- | --------------------------- | --- | -- | -- | -- | -- | -- | --- | --- | ------------------------------------------ |
| 1   | SC Praiense                 | 77  | 34 | 24 | 5  | 5  | 57 | 21  | +36 | Qualificação para os play-offs de promoção |
| 2   | Casa Pia AC                 | 70  | 34 | 23 | 1  | 10 | 71 | 29  | +42 | Qualificação para os play-offs de promoção |
| 3   | Real SC                     | 69  | 34 | 20 | 9  | 5  | 61 | 22  | +39 |                                            |
| 4   | Club Oriental de Lisboa     | 64  | 34 | 18 | 10 | 6  | 44 | 22  | +22 |                                            |
| 5   | Sporting Clube de Olhanense | 63  | 34 | 19 | 6  | 9  | 69 | 34  | +35 |                                            |
| 6   | Amora FC                    | 60  | 34 | 18 | 6  | 10 | 49 | 36  | +13 |                                            |
| 7   | SU 1º Dezembro              | 51  | 34 | 14 | 9  | 11 | 48 | 40  | +8  |                                            |
| 8   | CF Os Armacenenses          | 51  | 34 | 13 | 12 | 9  | 42 | 44  | −2  |                                            |
| 9   | Louletano DC                | 50  | 34 | 12 | 14 | 8  | 37 | 30  | +7  |                                            |
| 10  | Clube Olímpico do Montijo   | 49  | 34 | 14 | 7  | 13 | 50 | 41  | +9  |                                            |
| 11  | Sporting Clube de Ideal     | 47  | 34 | 12 | 11 | 11 | 40 | 39  | +1  |                                            |
| 12  | CD Pinhalnovense            | 45  | 34 | 12 | 9  | 13 | 51 | 54  | −3  |                                            |
| 13  | Sport Grupo Sacavenense     | 39  | 34 | 10 | 9  | 15 | 50 | 49  | +1  |                                            |
| 14  | CF Vasco da Gama Vidigueira | 33  | 34 | 9  | 6  | 19 | 37 | 61  | −24 | Descida para os Campeonatos Distritais     |
| 15  | Moura AC                    | 30  | 34 | 7  | 9  | 18 | 45 | 65  | −20 | Descida para os Campeonatos Distritais     |
| 16  | SC Angrense                 | 30  | 34 | 7  | 9  | 18 | 29 | 55  | −26 | Descida para os Campeonatos Distritais     |
| 17  | FC Ferreiras                | 17  | 34 | 3  | 8  | 23 | 22 | 77  | −55 | Descida para os Campeonatos Distritais     |
| 18  | Redondense FC               | 2   | 34 | 0  | 2  | 32 | 21 | 104 | −83 | Descida para os Campeonatos Distritais     |

## 2ª Fase
|  | Quartas-de-final     | Quartas-de-final | Quartas-de-final | Quartas-de-final |                                  |                | Semifinal      | Semifinal | Semifinal | Semifinal |  |  | Final | Final | Final | Final |
|  |                      |                  |                  |                  |                                  |                |                |           |           |           |  |  |       |       |       |       |
|  | 25 Maio/2 Junho 2019 |                  |                  |                  |                                  |                |                |           |           |           |  |  |       |       |       |       |
|  |                      |                  |                  |                  |                                  |                |                |           |           |           |  |  |       |       |       |       |
|  | Lusitânia Lourosa    | 2                | 0                | 2                |                                  |                |                |           |           |           |  |  |       |       |       |       |
|  | Lusitânia Lourosa    | 2                | 0                | 2                | 9/16 Junho 2019                  |                |                |           |           |           |  |  |       |       |       |       |
|  | Leiria               | 3                | 2                | 5                |                                  |                |                |           |           |           |  |  |       |       |       |       |
|  | Leiria               | 3                | 2                | 5                | Leiria                           | 1              | 1              | 2 (2)     |           |           |  |  |       |       |       |       |
|  | 25 Maio/2 Junho 2019 |                  |                  |                  | Leiria                           | 1              | 1              | 2 (2)     |           |           |  |  |       |       |       |       |
|  |                      | Vilafranquense   | 1                | 1                | 2 (4)                            |                |                |           |           |           |  |  |       |       |       |       |
|  | Vilafranquense (a)   | Vilafranquense   | 1                | 1                | 2 (4)                            | 2              | 1              | 3         |           |           |  |  |       |       |       |       |
|  | Vilafranquense (a)   |                  |                  |                  | 23 Junho 2019 – Estádio Nacional | 2              | 1              | 3         |           |           |  |  |       |       |       |       |
|  | Vizela               | 0                | 3                | 3                |                                  |                |                |           |           |           |  |  |       |       |       |       |
|  | Vizela               | 0                | 3                | 3                | Vilafranquense                   | Vilafranquense | Vilafranquense | 2 (2)     |           |           |  |  |       |       |       |       |
|  | 25 Maio/2 Junho 2019 |                  |                  |                  | Vilafranquense                   | Vilafranquense | Vilafranquense | 2 (2)     |           |           |  |  |       |       |       |       |
|  |                      | Casa Pia         | Casa Pia         | Casa Pia         | 2 (4)                            |                |                |           |           |           |  |  |       |       |       |       |
|  | Casa Pia             | Casa Pia         | Casa Pia         | Casa Pia         | 2 (4)                            | 1              | 0              | 1 (4)     |           |           |  |  |       |       |       |       |
|  | Casa Pia             | 9/16 Junho 2019  |                  |                  |                                  | 1              | 0              | 1 (4)     |           |           |  |  |       |       |       |       |
|  | Sp. Espinho          | 0                | 1                | 1 (2)            |                                  |                |                |           |           |           |  |  |       |       |       |       |
|  | Sp. Espinho          | 0                | 1                | 1 (2)            | Casa Pia (a)                     | 1              | 1              | 2         |           |           |  |  |       |       |       |       |
|  | 25 Maio/2 Junho 2019 |                  |                  |                  | Casa Pia (a)                     | 1              | 1              | 2         |           |           |  |  |       |       |       |       |
|  |                      | Praiense         | 0                | 2                | 2                                |                |                |           |           |           |  |  |       |       |       |       |
|  | Fafe                 | Praiense         | 0                | 2                | 2                                | 0              | 1              | 1         |           |           |  |  |       |       |       |       |
|  | Fafe                 |                  |                  |                  |                                  | 0              | 1              | 1         |           |           |  |  |       |       |       |       |
|  | Praiense             | 1                | 1                | 2                |                                  |                |                |           |           |           |  |  |       |       |       |       |
|  | Praiense             | 1                | 1                | 2                |                                  |                |                |           |           |           |  |  |       |       |       |       |

### Final
| 23 de Junho de 2018 | Vilafranquense                      | 2 – 2                                     | Casa Pia            | Estádio Nacional, Oeiras          |  |
| 17:00               | Kelvin 57' · Gustavo Tocantins 107' | \| \| \| Penalidades \| \| \| 2 - 4 \| \| | João Coito 79' 111' | Público: 4 243 Árbitro: Rui Silva |  |
|                     |                                     | Penalidades                               |                     |                                   |  |
|                     | 2 - 4                               |                                           |                     |                                   |  |